# أصول رأسمالية
يتم تعريف الأصول الرأسمالية على أنها تشمل الممتلكات من أي نوع التي يحتفظ بها المقدر، سواء كانت مرتبطة بأعمالهم أو مهنتهم أو غير مرتبطة بأعمالهم أو مهنتهم. وتشمل جميع أنواع الممتلكات المنقولة وغير المنقولة، الملموسة وغير الملموسة، الثابتة والمتداولة. وبالتالي، فإن الأراضي والمباني والمصانع والآلات والسيارات والأثاث والمجوهرات وتصاريح الطريق والشهرة وحقوق الإيجار وبراءات الاختراع والعلامات التجارية والأسهم والسندات والأوراق المالية والوحدات والصناديق المشتركة والسندات بدون قسيمة وما إلى ذلك هي أصول رأسمالية.

## مستثنى من التعريف
1. تم استبعاد أي مخزون في التجارة أو المخازن الاستهلاكية أو المواد الخام المحتفظ بها لغرض العمل أو المهنة من تعريف الأصول الرأسمالية.
2. لا يتم التعامل مع أي ممتلكات منقولة (باستثناء المجوهرات المصنوعة من الذهب والفضة والأحجار الكريمة والرسم واللوحات والمنحوتات والمجموعات الأثرية، وما إلى ذلك) المستخدمة للاستخدام الشخصي من قبل المقيم أو أي فرد (تابع) من عائلة الشخص المقيم على أنها رأس مال الأصول. على سبيل المثال، ارتداء الملابس أو الأثاث أو السيارة أو السكوتر أو التلفزيون أو الثلاجة أو الآلات الموسيقية أو المسدس أو المسدس أو المولد، إلخ، هي أمثلة على الأغراض الشخصية. (لكن انظر المنشور IRS 544 الفصل 2. )
3. أرض زراعية تقع في منطقة ريفية.
4. 6.5٪ سندات ذهبية أو 7٪ سندات ذهبية 1980، سندات ذهب دفاع وطني 1980، صادرة عن الحكومة المركزية.
5. سندات خاصة لحاملها 1991
6. سندات إيداع الذهب الصادرة بموجب نظام إيداع الذهب، 1999.
7. ودائع الضمان الصادرة بموجب مخطط تسييل الذهب 2015

## تعريفات مشتركة محددة
- في الاقتصاد المالي، يشير رأس المال إلى أي أصل يستخدم لكسب المال، على عكس الأصول المستخدمة للتمتع الشخصي أو الاستهلاك. يعد هذا تمييزًا مهمًا لأن شخصين يمكن أن يختلفا بشدة حول قيمة الأصول الشخصية، وقد يعتقد أحدهم أن السيارة الرياضية أكثر قيمة من الشاحنة الصغيرة، وقد يكون لدى شخص آخر الطعم المعاكس. ولكن إذا تم الاحتفاظ بأصل بغرض كسب المال، فلا علاقة للذوق به، بل فقط الاختلافات في الرأي حول مقدار الأموال التي سينتجها الأصل. مع الافتراض الإضافي بأن الناس يتفقون على التوزيع الاحتمالي للتدفقات النقدية المستقبلية، فمن الممكن أن يكون لديك نموذج موضوعي لتسعير الأصول الرأسمالية. حتى بدون افتراض وجود اتفاق، من الممكن وضع حدود منطقية على قيمة الأصول الرأسمالية. [1]
- بالنسبة لمحاسبة الحكومة الفيدرالية الأمريكية، تم تحديد الأصول الرأسمالية بما في ذلك الأراضي (بما في ذلك الحدائق) والهياكل والمعدات (بما في ذلك أساطيل السيارات والطائرات) والملكية الفكرية (بما في ذلك البرامج)، والتي لها عمر إنتاجي تقديري (يُعرف أيضًا باسم عمر الخدمة) ) من سنتين أو أكثر. تستثني الأصول الرأسمالية البنود المقتناة لإعادة البيع في السياق العادي للعمليات أو المحتفظ بها لغرض الاستهلاك المادي مثل مواد التشغيل والتوريدات. [2]
  - تكلفة الأصول الرأسمالية هي الكاملة تكلفة دورة الحياة، بما في ذلك جميع المباشرة و التكاليف غير المباشرة المرتبطة التخطيط، الهندسة والمشتريات بما في ذلك البناء (سعر الشراء وجميع التكاليف الأخرى للوصول بها إلى شكل وموقع مناسب لالمعد له الاستخدام) والعمليات والصيانة (بما في ذلك عقود الخدمة) والتخلص منها. [2]
  - يمكن اقتناء الأصول الرأسمالية بطرق مختلفة: من خلال الشراء أو البناء أو التصنيع ؛ من خلال عقد إيجار أو شراء أو أي عقد إيجار رأسمالي آخر، بغض النظر عما إذا كان حق الملكية قد انتقل إلى الحكومة الفيدرالية ؛ من خلال عقد إيجار تشغيلي لأصل يبلغ عمره الإنتاجي المقدر بسنتين أو أكثر ؛ أو من خلال التبادل. تشمل الأصول الرأسمالية المعالجة البيئية للأرض لجعلها مفيدة، وتحسينات عقود الإيجار وحقوق الأرض ؛ الأصول المملوكة للحكومة الفيدرالية ولكنها موجودة في بلد أجنبي أو مملوكة للآخرين (مثل المتعاقدين الفيدراليين، وحكومات الولايات والحكومات المحلية، أو الكليات والجامعات) ؛ والأصول التي تشارك الحكومة الاتحادية ملكيتها مع كيانات أخرى. [2]
  - لا تشمل الأصول الرأسمالية الأصول التي تم الحصول عليها في البداية فحسب، بل تشمل أيضًا الإضافات والتحسينات والتعديلات والاستبدال وإعادة الترتيب وإعادة التثبيت والتحسينات الرئيسية (ولكن ليس الإصلاحات العادية والصيانة). [2]
- بالنسبة للمحاسبة الحكومية المحلية أو الحكومية في الولايات المتحدة فيما يتعلق برأس المال العام أو البنية التحتية، يتم تعريف الأصل الرأسمالي على أنه أي أصل مستخدم في عمليات ذات عمر إنتاجي أولي يمتد إلى ما بعد فترة تقرير واحدة. [3] بشكل عام، يقع على عاتق المديرين الحكوميين واجب «الإشراف» للحفاظ على الأصول الرأسمالية تحت سيطرتهم. انظر المعايير المحاسبية الدولية للقطاع العام للحصول على التفاصيل. انظر المحصلة النهائية الثلاثية لطرق محاسبة القطاع العام المستخدمة على نطاق واسع والتي لا يتم فيها وصف رأس المال الطبيعي ورأس المال الاجتماعي على أنهما غير ملموسين أو عوامل خارجية ولكن كأصول رأسمالية فعلية.
- في بعض أنظمة ضريبة الدخل (على سبيل المثال، في الولايات المتحدة)، يتم التعامل مع المكاسب والخسائر من الأصول الرأسمالية بشكل مختلف عن الدخل الآخر. يخضع بيع الأصول غير الرأسمالية، مثل مخزون أو مخزون السلع المحتفظ بها للبيع، للضريبة عمومًا بنفس طريقة الدخل الآخر. تشمل الأصول الرأسمالية عمومًا تلك الأصول خارج النطاق اليومي للعمليات التجارية، مثل الاستثمار أو الأصول الشخصية. يعرّف نظام الولايات المتحدة الأصول الرأسمالية بالاستبعاد. [4] تشمل الأصول الرأسمالية جميع الأصول باستثناء مخزون التوريدات أو الممتلكات المحتفظ بها للبيع (بما في ذلك العقارات المجزأة)، والممتلكات القابلة للاستهلاك المستخدمة في الأعمال التجارية، والحسابات أو الأوراق المالية المستحقة القبض، وبعض مشتقات السلع وبنود التحوط، وبعض حقوق النشر والممتلكات المماثلة التي يحتفظ بها المنشئ من العقار. المملكة المتحدة لديها تعريف أوسع. [5]

## تعريف ضريبة الولايات المتحدة مقابل تعريف اقتصادي أوسع
ينصح أحد الكتب المدرسية المعروفة في المحاسبة المالية  بتجنب المصطلح إلا في المحاسبة الضريبية لأنه يُستخدم في العديد من المعاني المختلفة، وليس جميعها محددة جيدًا. على سبيل المثال، غالبًا ما يستخدم كمرادف للأصول الثابتة  أو للاستثمارات في الأوراق المالية. 
لكن هذه النصيحة مشكوك فيها خارج السياق الخاص بالولايات المتحدة. تتطلب العديد من معايير القطاع العام في الاستخدام العالمي، ولا سيما المحاسبة الثلاثية على النحو المحدد من قبل المجلس الدولي للمبادرات المحلية البيئية لمدن العالم، أن يتم التعامل مع الموظفين أو البيئة أو أي شيء آخر كأصل رأسمالي. في هذا السياق، يعني ذلك أن المديرين يتحملون مسؤولية الحفاظ عليه والإبلاغ عن التغييرات في القيمة على أنها مكاسب أو خسائر.  انظر رأس المال البشري، رأس المال الطبيعي، المحصلة الثلاثية، نظرية التنمية البشرية.
يجب عدم الخلط بين الأصول الرأسمالية ورأس المال المطلوب من المؤسسة المالية الاحتفاظ بها. يتم حساب رأس المال هذا من الجانب الأيمن من الميزانية العمومية بينما توجد الأصول على الجانب الأيسر.  راجع بازل 3 للحصول على ملخص لكيفية اقتراح مثل هذه المتطلبات ليتم حسابها.